# グウォ・モーン郡

グウォ・モーン郡
Gwo Mòn

グウォ・モーン郡（グウォ・モーンぐん）はハイチ北西部アルティボニット県北西部の郡。北西県モール・サン・ニコラ郡、ポードペー郡、サン・ルウィ・ディノー郡、北県オボイ郡、北東にプレザンス郡、南東にゴナイーヴ郡と接し、南西はゴナイーヴ湾或はラゴナーヴ湾に臨む。
北東にグウォ・モーン（グロ・モルン）、中部にテーネーヴ（テル・ヌーヴ）、西部にアンス・ウージュ（アンス・ルージュ）の3つのコミーンが置かれている。郵便番号は42から始まる。

## 脚註
1. 1 2  “Haiti: administrative units, extended”.   GeoHive.com. 2016年10月5日時点のオリジナルよりアーカイブ。2021年8月9日閲覧。
2. ↑  “POPULATION TOTALE, POPULATION DE 18 ANS ET PLUS MÉNAGES ET DENSITÉS ESTIMÉS EN 2015” (pdf).   l’Institut Haïtien de Statistique et d’Informatique (IHSI). pp. 16 - 17 (2015年3月). 2021年8月9日閲覧。